# Jan Hendrik van den Berg
Jan Hendrik van den Berg (11 de junio de 1914 - 22 de septiembre de 2012) fue un psiquiatra holandés destacado por su trabajo en psicoterapia fenomenológica (cf. fenomenología) y metabletics, o "psicología del cambio histórico." Es autor de numerosos artículos y libros, así como A different existence y The changing nature of man.

## Biografía
Jan Hendrik (J.H.) van den Berg nació el 11 de junio de 1914 en Deventer, Holanda. Entre 1933 y 1936, obtuvo diplomas en la enseñanza primaria y la educación secundaria, esta última con un enfoque en las matemáticas. También publicó trabajos sobre entomología. Luego entró en la escuela de medicina de la Universidad de Utrecht especializada en psiquiatría y neurología. Un año más tarde, después de estudiar en Francia y Suiza, el Dr. van den Berg fue nombrado Jefe de Departamento en la clínica de psiquiatría de Utrecht. En Utrecht, él dio una conferencia en psicopatología en la escuela de medicina y también fue nombrado profesor de Psicología Pastoral en el departamento de teología. En 1954, el Dr, van den Berg tomó una posición de Profesor de Psicología en la Universidad de Leiden. Desde 1967, ha sido profesor visitante en numerosas universidades y realizó giras de conferencias a nivel internacional.